# Ponjavići
Ponjavići – wieś w Bośni i Hercegowinie, w Federacji Bośni i Hercegowiny, w kantonie środkowobośniackim, w gminie Donji Vakuf. W 2013 roku liczyła 331 mieszkańców, z czego większość stanowili Boszniacy.